# Kodöden, Närke
Kodöden är en sjö i Askersunds kommun i Närke och ingår i Motala ströms huvudavrinningsområde. Sjöns area är 0,045 kvadratkilometer och den är belägen 141 meter över havet.